# Титани
Тита́ни (дав.-гр. Τιτάν) — у давньогрецькій міфології — божества старшого покоління, діти Урана (Неба) й Геї (Землі). Титанами також звуться боги, народжені від титанів-чоловіків титанами-жінками (титанідами), тому виділяється два покоління цих божеств, старше і молодше. Виняток становлять боги-олімпійці, які боролися проти старших титанів.
Старші титани в боротьбі проти олімпійців, званій титаномахією, програли і були скинені до Тартару, а молодші лишилися богами різних стихій і явищ на службі в переможців.

## Етимологія
Назва «титани» ймовірно походить від titō (сонце, день), що може бути запозиченням з мов Малої Азії. Варіант — від «земля, глина або гіпс», буквально означаючи людей, пофарбованих у біле, що могли бути учасниками ритуалів.
Гесіод у «Теогонії» наводить подвійну етимологію, виводячи назву від titaino (напружуватись) і tisis (помста).

## У міфології

### Походження і родовід

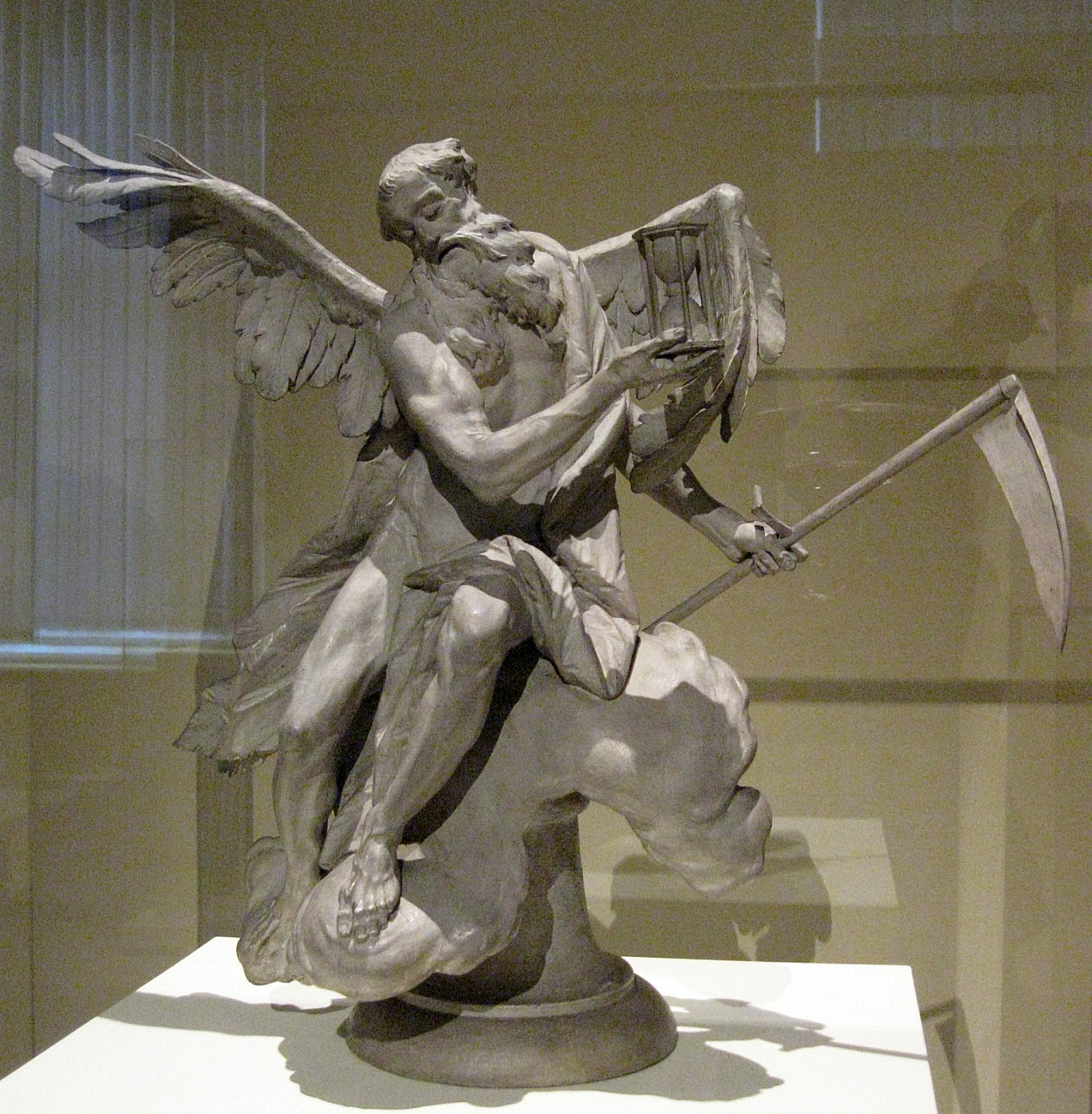
Титан Кронос, скульптура Ігнаца Гюнтера (1765-75)

За «Теогонією» Гесіода, титанів першого покоління, народжених від Урана і Геї, було дванадцятеро: шестеро — чоловічої та шестеро — жіночої статі (титанід):
- Кронос і Рея — бог часу і, ймовірно, богиня родючості відповідно. Їхні діти: Гестія, Деметра, Гера, Аїд, Посейдон і Зевс;
- Океан і Тетія — божества моря. Від них походять по три тисячі богів та богинь (океанід) річок;
- Гіперіон і Тейя — божества неба, від яких постали Геліос, Селена, Еос;
- Кей і Феба — божества світла, від них народилися Лелантос, Лето й Астерія;
- Крій — божество лідерства, від дочки Геї і Понта Еврибії мав Астрея, Палланта і Перса;
- Япет — божество майстерності (або смертності), від океаніди Кліменти мав дітей Атланта, Прометея, Менетія й Епіметея;
- Феміда — богиня справедливості, була однією з дружин Зевса. Мати богинь долі мойр і богинь порядку ор;
- Мнемосіна — богиня пам'яті, від Зевса народила муз.

За Аполлодором, титанід було семеро разом з Діоною, тоді як у Гесіода вона є дочкою Океана і Тетії. У Аполлодора також вперше зустрічається слово «титаніди» (грец. Τιτανίδας). Гомер називав цих істот дітьми Океана і Тетії, яких розумів першопочатками світу, а не Гею і Урана.
Згідно з деякими реконструкціями первісного варіанту міфу про створення світу, титани й титаніди були породжені Евріномою, що вбила свого чоловіка Офіона за бажання правити одноосібно.
Молодше покоління титанів включає богів: Геліоса, Селену, Еос, Лелантоса, Лето, Астрею, Атласа, Прометея, Емпіметея, Менетія, Метіс, Астрея, Палланта і Перса.

### Титаномахія

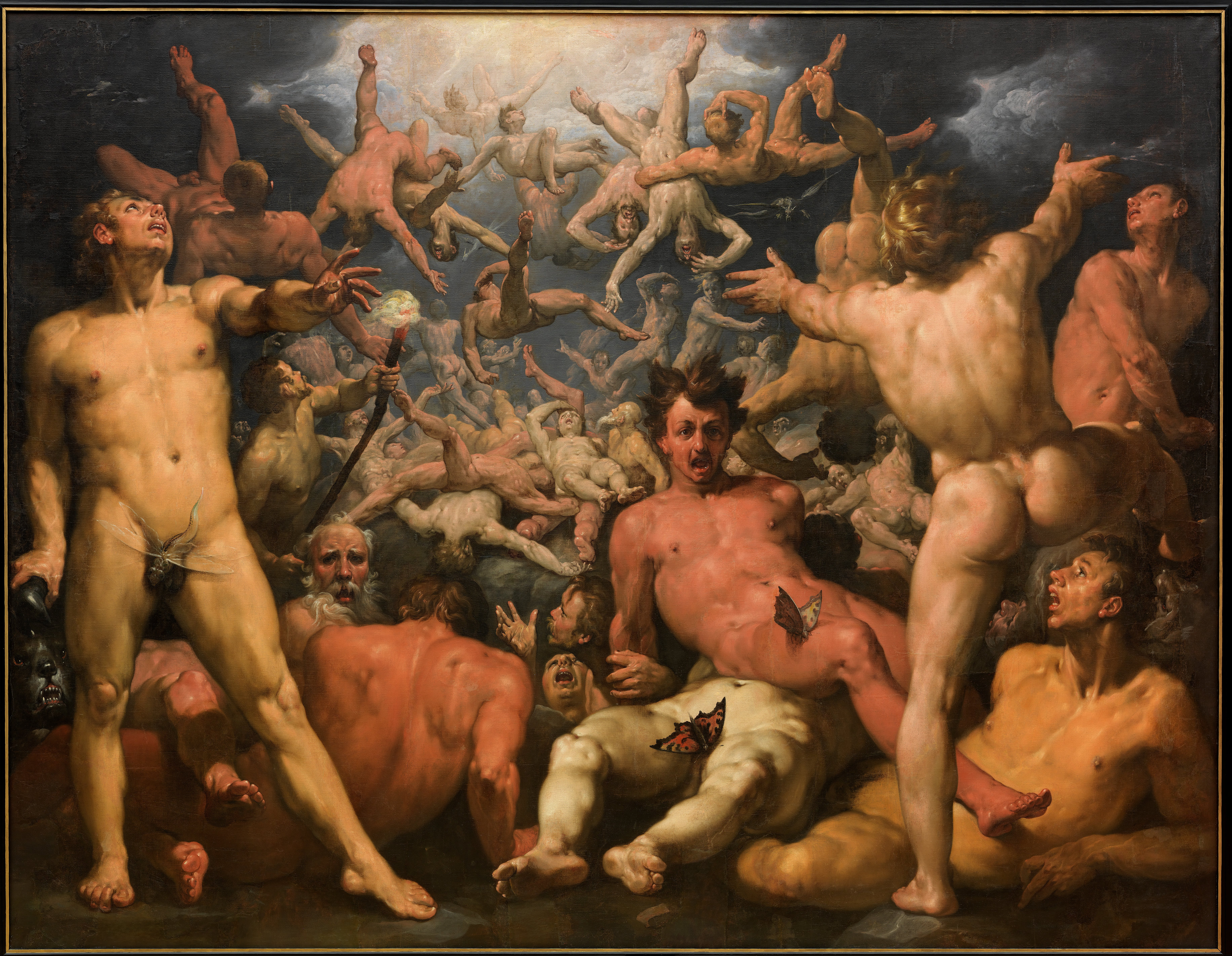
«Падіння титанів», картина Корнеліса Корнеліссена ван Харлема (1588—1590)

За намовою Геї титани повстали проти Урана за його надмірну плодовитість і утвердили владу свого молодшого брата Кроноса. Кронос пожирав своїх дітей, боячись, що вони позбавлять його влади, однак Зевс уникнув такої долі завдяки хитрощам матері Реї. Він визволив своїх братів і сестер з черева Кроноса та виступив проти батька. Япет та його нащадки, зайнявши гору Отріс, розпочали тривалу й жорстоку боротьбу проти богів, які укріпились на Олімпі. В цій боротьбі, названій титаномахією, на бік Зевса згодом стали титани Феміда, Океан і Гиперіон, а решта приєдналися до Япета.

### Падіння
Титаномахія тривала десять років, поки за допомогою гекатонхейрів і кіклопів, яких, за порадою Гери, Зевс визволив з безодні Тартару, старші титани були переможені. В покарання титанів-чоловіків, які не служили Зевсу, було скинуто в Тартар, а титанід на прохання Метиди й Реї помилувано. Для Атланта Зевс визначив інакше покарання — примусив вічно підтримувати небо. Молодші титани лишилися керувати відведеними ним сферами буття та скорилися олімпійцям, бо інакше в світі запанував би хаос. За пізнішими міфами, титани помирилися з Зевсом, який визволив їх із Тартару і разом з Кроносом переселив на острови блаженних. Титанів також порівнювали з гігантами, які також повстали проти богів-олімпійців.
Молодшого титана Прометея, який дав людям вогонь, навчив їх обробляти землю, будувати кораблі та приносити богам в жертву кістки і жир (замість м'яса, яке люди залишали собі на поживу), Зевс пізніше покарав, прикувавши до скелі. Проте Прометеєві було відомо хто скине Зевса, тож Зевс довго посилав богів і богинь вмовити його відкрити таємницю, але безуспішно. Розповів він її тільки Гераклу, котрий звільнив Прометея в часи, за яких Зевс вже став правити мудро та не шкодив людям. Так Зевс уникнув пророкованої долі, а Прометей лишився на землі, замість нього помер кентавр Хірон, аби звільнитися від страждань.

### Титани і походження людей
Один з міфічних варіантів походження людей описує, що титани вбили Загрея — малого сина Зевса. Щоб урятуватися, Загрей тікав, змінюючи подобу. Коли він перетворився на бика, титани наздогнали його і розірвали на шматки, які помістили в триногу посудину, приготували та з'їли. Вціліло лишилося серце Загрея, яке врятувала Афіна. Зевс зробив із серця напій, який дав дочці Кадма, Семелі. Випивши його, Семела завагітніла Діонісом. Або Зевс проковтнув серце і Семела потім зачала від Зевса Діоніса. Аполлон поховав тіло Загрея в Дельфах, зібравши шматки тіла в посудину. Титанів Зевс покарав за вбивство хлопчика, спопеливши їх. Із цього попелу виникли люди, в тому успадкували провину титанів і частку Загрея. В іншому варіанті Зевс ув'язнив титанів у Тартарі саме за вбивство Загрея, а не за боротьбу проти олімпійських богів.
Інші античні джерела повідомляють, що людей виліпив із глини та води Прометей за подобою богів. Він зробив це за наказом Афіни.

## Трактування образу титанів

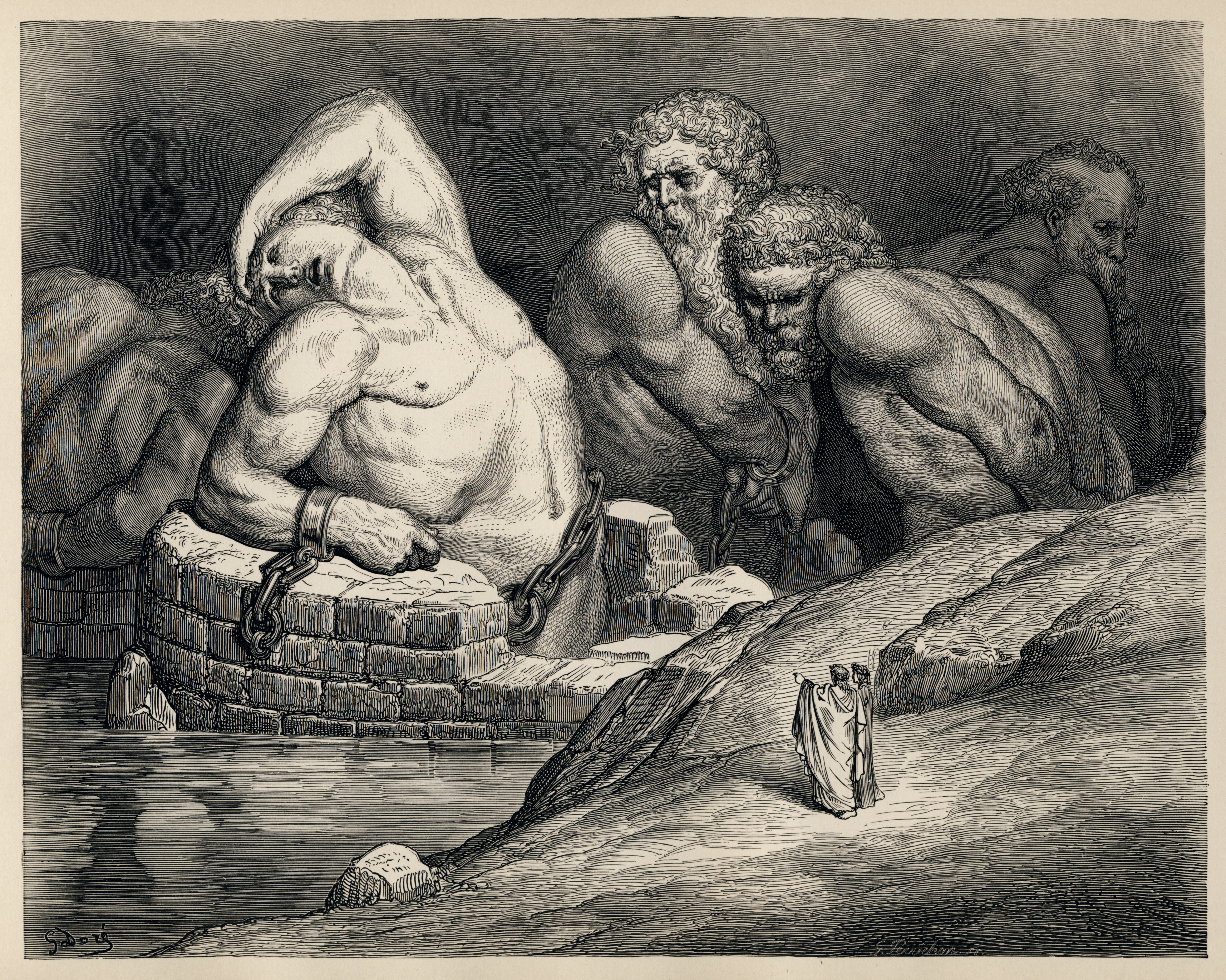
Закуті титани й гіганти (ілюстрація Гюстава Доре)

Титани мають паралелі з такими персонажами міфологій інших народів, як асури, аннунаки, нефіліми, занепалі янголи. Анатолійський епос про боротьбу богів проти велетня Уллікуммі містить згадку про «колишніх богів», які були вигнані богом грози Тешубом у підземний світ за браму, яку вони не в змозі відчинити. Гесіод також називав титанів «колишніми богами».
Джейн Еллен Гаррісон і Мартін Літчфілд Вест погоджувалися, що міфи про титанів виникли як відображення шаманських ініціацій, за яких людину символічно вбивали в одному статусі і вона відроджувалася в новому.
На думку Роберта Ґрейвса, титани і титаніди мали своїх аналогів у давній вавилонській та іудейській астрології як божеств, які керують сімома днями священного планетного тижня. Цих божеств було семеро: Шамаш, Сін, Нергал, Бел, Нініб і Белтіда — єдина жіночої статі. До Греції їхній культ міг потрапити через ханаанську чи хетську колонію, що існувала на Коринфському перешийку на початку II тисячоліття до н. е., або через давніх елладців.
Коли Грецію захопили елліни, титани були божествами місцевого населення, пеласгів. Оскільки частина пеласгів стала на бік еллінів, частина їхніх богів була включена до пантеону переможців, але боги еллінів надалі поставали як володарі світу, що здолали титанів. Переломним моментом могла бути битва в Фессалії близько 1550 року до н. е. Коли Греція відмовилася від культу титанів і семиденний тиждень перестав фігурувати в офіційному календарі, кількість титанів була узгоджена зі знаками зодіаку — 12.
За Олексієм Лосєвим, титани уособлювали собою сили поглинання, охоплення, стягнення докупи хаотичного світу. Тому вони протистоять олімпійцям, котрі впорядковують світ, вичленяючи з нього окремі частини. Зокрема цим він пояснює пожирання Кроносом своїх дітей, оскільки Кронос не терпів нічого, породженого собою, поза собою.

## Титани в культурі
Від міфологічних титанів отримав назву рух титанізм, основними рисами якого є боротьба проти встановлених порядків, проголошення всесильності людини. Звідти ж титанами називають видатних діячів епохи Відродження та видатних розумом і талантом людей взагалі. Від титана Прометея походить поняття прометеїзму як політичного руху і як любові до свободи, нескореності (див. Прометеїзм (література)).
На честь титанів названо багато техніки, що вирізняється великим розміром і потужністю, наприклад, корабель «Титанік», самоскид Terex 33-19 «Titan», вантажівка Chevrolet Titan, сімейство ракет-носіїв «Титан». Хімічний елемент титан отримав свою назву за надзвичайно високу температуру плавлення. Супутники планети Сатурн названі на честь різних титанів (Рея, Гіперіон, Япет), особливо великий з яких на честь цих богів загалом — Титан.
Істоти, звані титанами, часто фігурують у фантастичних творах і як правило вирізняються великими розмірами і/або могутністю.